# Tan (khoáng vật)
Tan, còn gọi là hoạt thạch, xuất phát từ tiếng tiếng Ba Tư là talc, Tiếng Ả Rập là talq, là một khoáng vật magie hydrat silicat có công thức hóa học là H2Mg3(SiO3)4 hay Mg3Si4O10(OH)2. Tan được sử dụng rộng rãi ở dạng bở rời gọi là bột tan. Tan kết tinh theo hệ một nghiêng rất ít gặp. Tấm tan là loại không đàn hồi, mặc dù nó mềm. Tan thì mềm và có thể cắt ra được do độ cứng của nó là 1 và có thể dùng móng tay để vạch lên nó. Tan không tan trong nước, nhưng tan ít trong các dung dịch axít vô cơ loãng. Màu của nó thay đổi từ trắng đến xám hoặc xanh dương và khi nhìn vào có cảm giác trơn bóng.

## Sử dụng

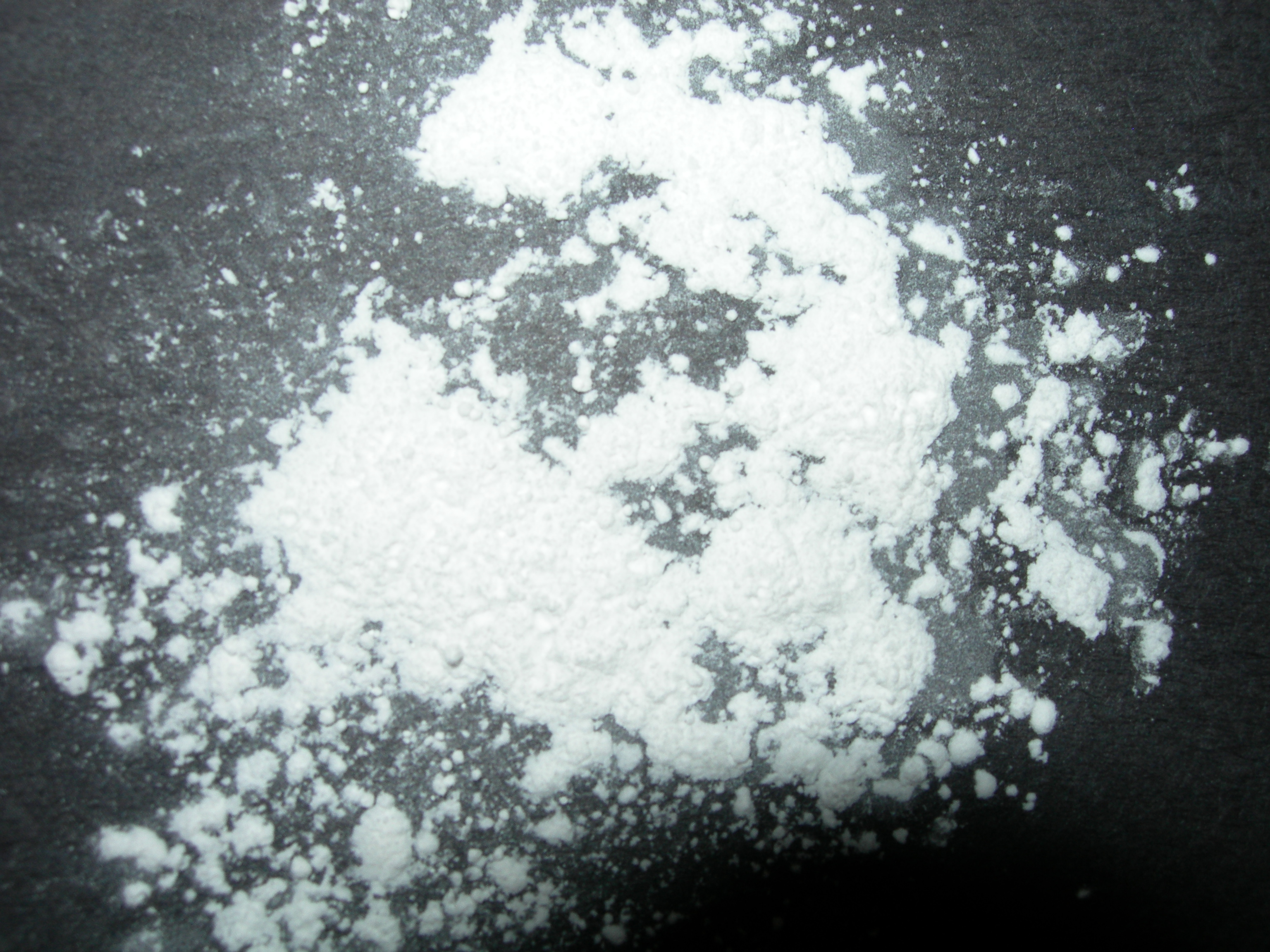
Bột tan.